# Museo Didáctico e Interactivo de Ciencias de Orihuela
El museo Didáctico e Interactivo de Ciencias de la Vega Baja del Segura (MUDIC) es un museo dedicado a la ciencia situado en el campus de la sede de Los Desamparados (Orihuela) la Universidad Miguel Hernández.
El 25 de noviembre de 2008, el premio Nobel George Smoot inauguró el museo, creado por la Asociación de Profesores de Ciencias «Hypatia de Alejandría» en colaboración con la Escuela Politécnica Superior de Orihuela de la Universidad Miguel Hernández y el Ayuntamiento de Orihuela durante la Semana de la Ciencia de Orihuela. El museo es de titularidad municipal.
El carácter del museo es eminentemente didáctico y destinado al conocimiento de la ciencia a través de la experimentación.
Está dirigido sobre todo a niños y jóvenes, aunque puede ser visitado por el público en general.

## Contenido
Su contenido incluye metarial para la realización de experimentos científicos y físicos, así como robótica, y tecnología multimedia.
El museo consta de tres salas, dedicadas a diversas ciencias:
- Sala Charles Darwin.
- Sala Maria Skłodowska.
- Sala Albert Einstein.[3]

Las Áreas temáticas que alberga están dedicadas a diversas ciencias como: matemáticas, física, química, geología, biología y tecnología.